# الگوریتم کانتور-زاسنهاوس
الگوریتم کانتور-زاسنهاوس
در جبر محاسباتی الگوریتم کانتور-زاسنهاوس روش شناخته شده‌ای برای تجزیهٔ چند جمله‌ای‌ها به عوامل محدود است.
این الگوریتم عمدتاً شامل محاسبات توانی و چند جمله‌ای ب.م.م می‌شود که توسط D.cantor و Hans Zassenhaus در سال 1981 نوآوری شد.
این الگوریتم مسلماً الگوریتم برتری نسبت به راه حل قبلی (Berlekamp's algorithm) در سال 1967 است. و در حال حاضر در بسیاری از سیستم‌های جبر محاسباتی اجرا می‌شود.

## بررسی اجمالی

### پیش زمینه
الگوریتم کانتور-زاسنهاوس یک چند جمله‌ای با درجهٔ n با ضرایب محدود که چند جمله‌ای‌های تجزیه ناپذیر آن از درجهٔ یکسانی هستند را به عنوان ورودی می‌گیرد(f(x. و در خروجی چند جمله‌ای (g(x را می‌دهد به طوری که تابع خروجی تابع ورودی
را تقسیم می‌کند.
اگر فرض کنیم(f(x عوامل تجزیه ناپذیر {\displaystyle p_{1}(x),p_{2}(x),\ldots ,p_{s}(x)} از درجهٔ d دارد این حلقهٔ عوامل هم ریخت محصول مستقیم حلقهٔ عامل {\displaystyle S=\prod _{i=1}^{s}{\frac {\mathbb {F} _{q}[x]}{\langle p_{i}(x)\rangle }}} است. مثلاً اگر:
{\displaystyle {\begin{aligned}g(x)&{}\equiv g_{1}(x){\pmod {p_{1}(x)}},\\g(x)&{}\equiv g_{2}(x){\pmod {p_{2}(x)}},\\&{}\ \ \vdots \\g(x)&{}\equiv g_{s}(x){\pmod {p_{s}(x)}},\end{aligned}}}
باشد، {\displaystyle \phi (g(x)+\langle f(x)\rangle )=(g_{1}(x)+\langle p_{1}(x)\rangle ,\ldots ,g_{s}(x)+\langle p_{s}(x)\rangle )}.

## نتیجه اصلی
اگر {\displaystyle a(x)\in R} یک چند جمله‌ای با شرایط زیر باشد:
{\displaystyle a(x)\neq 0,\pm 1}
{\displaystyle a_{i}(x)\in \{0,-1,1\}{\text{ for }}i=1,2,\ldots ,s,}
که {\displaystyle a_{i}(x)} کاهش یافتهٔ باقی‌مانده تقسیم {\displaystyle a(x)} بر {\displaystyle p_{i}(x)} باشد و هیچ‌کدام از مجموعه‌های زیر تهی نباشند:
{\displaystyle A=\{i|a_{i}(x)=0\},}
{\displaystyle B=\{i|a_{i}(x)=-1\},}
{\displaystyle C=\{i|a_{i}(x)=1\},}
عوامل غیر تهی زیر برای (f(x وجود دارند:
{\displaystyle \gcd(f(x),a(x))=\prod _{i\in A}p_{i}(x),}
{\displaystyle \gcd(f(x),a(x)-1)=\prod _{i\in B}p_{i}(x),}
{\displaystyle \gcd(f(x),a(x)+1)=\prod _{i\in C}p_{i}(x).}

## الگوریتم
الگوریتم کانتور-زاسنهاوس چند جمله‌ای‌های شبیه (a(x در قسمت بالا را با استفاده از همریختی‌های بحث شده در قسمت پیش زمینه محاسبه می‌کند:
چند جمله‌ای {\displaystyle b(x)\in R} را به صورت تصادفی در نظر می‌گیرد به طوری که {\displaystyle b(x)\neq 0,\pm 1}.
همچنین مقدار {\displaystyle m=(q^{d}-1)/2} را در نظر بگیر و {\displaystyle b(x)^{m}} را محاسبه کن.
{\displaystyle \phi (b(x)^{m})=(b_{1}^{m}(x)+\langle p_{1}(x)\rangle ,\ldots ,b_{s}^{m}(x)+\langle p_{s}(x)\rangle ).}
که هر {\displaystyle b_{i}(x)+\langle p_{i}(x)\rangle } عنصری از زمینه رتبهٔ {\displaystyle q^{d}} است. 

## کاربرد ها
یکی از کاربردهای الگوریتم کانتور-زاسنهاوس در محاسبهٔ لگاریتم گسسته روی عوامل با درجهٔ اول است.
محاسبهٔ لگاریتم گسسته یکی از مسایل مهم رمزنگاری کلید عمومی است.